# Переслідування німців
Переслідування німців за їх етнічною приналежністю траплялися в різні часи в історії.
Ці випадки виникли з двох причин:
1.Вважалося, що німецьке населення, яке переслідувалося на території, де воно проживало, пов’язане з німецькими націоналістичними режимами (наприклад, імперська Німеччина чи нацистська Німеччина)
2. Німецький народ розглядався як іноземець, якому не вистачало власності в країнах, де він проживав.
Ці два приклади першого випадку – переслідування німців у Сполучених Штатах під час Першої світової війни та переслідування німців у Східній і Центральній Європі після закінчення Другої світової війни в Європі. Хоча більшість з жертв цих переслідувань не мали жодного зв’язку з німецькими націоналістичними режимами, організації німецьких меншин співпрацювали з нацистським режимом, яскравим прикладом такої співпраці були організації самозахисту. Цей факт використовувався як виправдання ворожості проти німців, які безпосередньо брали участь у цих організаціях, а також німців, які в них участі не брали. Після Другої світової війни багато німців було вбито або вигнано зі своїх домівок під час актів помсти союзними державами. Жертви також були вбиті або вигнані з домівок у рамках кампаній етнічної чистки. В інших випадках (наприклад, у випадку німецькомовного населення Польщі, Естонії чи Трансільванії (Siebenbürgen), німецької меншини в Румунії та на Балканах) спільноти, не пов’язані з Третім Райхом, також зазнавали переслідувань.
Випадки переслідування включають переслідування етнічних німецьких громад менонітів, амішів і гуттеритів у Сполучених Штатах та переслідування тірольських німців у провінції Південний Тіроль. У Південному Тіролі військові дії вдарили по історично німецькому населенню австрійської території, яка була анексована Італією після Першої світової війни.
Крім того, дебати про переслідування німців іноді підіймаються в таких країнах, як Велика Британія, Сполучені Штати, Канада та Австралія під час Першої та Другої світових воєн.

## Гоніння за країною

### Австралія
Під час Першої світової війни етнічні німці в Австралії зазнавали таких же переслідувань, як і в Сполучених Штатах. Багато з них були інтерновані під час війни і стикалися з ворожістю своїх співгромадян. Щоб уникнути переслідувань та/або продемонструвати свою прихильність новому дому, багато німців змінили свої імена на англізовані або франкомовні варіанти.

### Канада
У Канаді тисячі канадців німецького походження були інтерновані в табори під час Першої та Другої світових воєн і піддані примусовій праці. Під час Другої світової війни 711 єврейських біженців німецького походження були інтерновані до табору B/70. Табір діяв у 1940-1945 роках у Ріплзі, штат Нью-Брансвік, і містив як військовополонених Третього Рейху, так і біженців. Після року інтернування біженців вважали цінними для військових зусиль і їм дали можливість брати участь у війні або знайти спонсорів у Канаді.

### Чехословаччина
Через кілька днів після закінчення Другої світової війни чехословацька армія вбила 2000 німців у Постолопрах і Жатці].
Влітку 1945 року відбулася низка інцидентів і локальних масових вбивств німецького населення.
Наступні приклади описані в дослідженні, проведеному Європейським університетським інститутом у Флоренції:
- Під час інциденту в Пршерові загинув 71 чоловік, 120 жінок і 74 дитини.
- 30 000 німців були змушені покинути свої домівки в Брно і відправитися в трудові табори поблизу Австрії. Підраховано, що кілька сотень загинуло під час маршу смерті.
- Оцінки вбитих під час Устицького розстрілу коливаються від 30-50 до 600-700 мирних жителів. Кілька жінок і дітей скинули з мосту в річку Ельбу і розстріляли.

Закон № 115 від 1946 року (див. декрети Бенеша) передбачає: «Будь-який акт, вчинений між 30 вересня 1938 року і 28 жовтня 1945 року, метою якого була допомога в боротьбі за свободу чехів і словаків або який являв собою справедливу розправу за дії окупаційних сил та їхніх пособників, не є протиправним. , навіть якщо такі дії можуть каратися законом».
Як наслідок, усі звірства, вчинені під час виселення німців, було визнано легальними, і оскільки закон все ще діє, жоден винуватець ніколи не був звинувачений у своїх злочинах під час вигнання.

### Італія
Після закінчення Першої світової війни південна частина Тіролю з німецькомовним населенням була включена до нових кордонів Італії. Після розквіту фашистського руху під керівництвом Беніто Муссоліні етнічні німці цього анклаву зазнали дедалі більших переслідувань. Їх імена, а також назви міст і місцевостей у цьому районі були примусово змінені на італійську. Крім того, Муссоліні брав участь у кампанії з переселення етнічних італійців у регіон. У цей час багато тірольців втекли до Німеччини, і ситуація в цій провінції стала джерелом тертя між Гітлером і Муссоліні.
Після закінчення Другої світової війни організоване переслідування німців у Південному Тіролі припинилося, хоча етнічні чвари тривали десятиліттями.

### Норвегія
Діти норвезьких матерів і німецьких солдатів переслідувалися після війни, див. Діти війни.
Німецькі військовополонені в Норвегії були змушені розмінувати власні мінні поля, а потім проходити через них, що призвело до смерті та каліцтва сотень в’язнів.

### Радянський Союз
У результаті нападу Німеччини на Радянський Союз 22 червня 1941 року Сталін вирішив депортувати німецьких росіян у внутрішнє заслання та на примусові роботи до Сибіру та Середньої Азії. Очевидно, що на цьому етапі режим вважав національні меншини, етнічно пов’язані з іноземними державами, наприклад німців, потенційними п’ятими колонами. 12 серпня 1941 року ЦК КП(б)У постановив вислати поволзьких німців, нібито за зрадницьку діяльність, з їхньої автономної республіки. 7 вересня 1941 р. АРСР німців Поволжя було ліквідовано, а близько 438 тис. німців Поволжя депортовано. 
У наступні місяці ще 400 000 етнічних німців було депортовано до ГУЛАГу в Сибіру та Середній Азії з інших традиційних поселень, таких як Україна та Крим. (З радянських джерел дуже важко встановити точні цифри).
Радянській владі не вдалося вигнати всіх німецьких поселенців, які жили в Західній і Південній Україні, через швидке просування вермахту (німецької армії). Таємна поліція НКВД змогла депортувати лише 35% етнічних німців з України. Так, у 1943 році нацистський німецький перепис зареєстрував 313 000 етнічних німців, які проживали на окупованих територіях Радянського Союзу. Після відновлення радянської влади, Вермахт евакуював близько 300 000 німецьких росіян і повернув їх до Рейху. Через положення Ялтинської угоди всі колишні радянські громадяни, які проживали в Німеччині наприкінці війни, повинні були бути репатрійовані, переважно силою. Понад 200 000 німецьких росіян були депортовані проти їхньої волі західними союзниками та відправлені до ГУЛАГу. Так, невдовзі після закінчення війни більше мільйона етнічних німців з Росії опинилися в спецпоселеннях і трудових таборах Сибіру та Середньої Азії. Підраховано, що протягом 1940-х років від голоду, відсутності житла, надмірної праці та хвороб померло від 200 000 до 300 000 людей.  
Наприкінці Другої світової війни та під час окупації Німеччини радянські війська вторглися в німецькі села та масово ґвалтували німецьких жінок. Історик Ентоні Бівор вважає, що «велика частина принаймні 15 мільйонів жінок, які жили в радянській зоні або були вигнані зі східних провінцій Німеччини, були зґвалтовані». Кілька тисяч жінок покінчили життя самогубством. В останній день бойових дій 900 жінок в одному селі на схід від Берліна забрали своїх дітей і втопили їх у річці (а потім й самі покінчили життя самогубствами), щойно почули про прихід росіян. Загалом за звірства було покарано лише близько 4 тисяч радянських солдатів. (Див. також радянські військові злочини)

### Велика Британія
Німців демонізували в пресі задовго до Першої світової війни, напр. коли Імператорські військово-морські сили Німеччини почали кидати виклик Королівському флоту, але особливий пік стався 1912 року та під час Першої світової війни. Антинімецькі настрої були настільки сильними, що британській королівській родині уряд порадив змінити назву (яка мала німецьке походження), у результаті чого дім Саксен-Кобург-Гота став домом Віндзорів. Кайзер Німеччини Вільгельм II був онуком королеви Великої Британії Вікторії та племінником короля Сполученого Королівства Едуарда VII.

### Сполучені Штати
Протягом 18-го та 19-го століть американці німецького походження були однією з найпоширеніших неангломовних груп у Сполучених Штатах. Численні випадки ворожнечі проти цих груп мали місце протягом 19 століття, але не були систематичними. Джерелом особливої напруги була присутність пацифістських громад менонітів і амішів, які розмовляли (продовжують говорити й сьогодні) на діалекті німецької мови, що називається пенсільванський голландський. Хоча більшість німців не були менонітами, це зміцнювало загальну думку про те, що німці не вважають себе частиною Америки.
Зображення Німеччини як «гунів» у британській провоєнній пропаганді розпалювало існуючу напругу. Ситуація дійшла до критичної фази зі вступом Америки у війну в 1917 році. Антинімецькі заворушення віднині стали масовим явищем. Багато німецькомовних періодичних видань, які нараховувалися сотнями, припинили роботу (багато було знищено). Самі міста були в основному на Середньому Заході Сполучених Штатів. Багато американців німецького походження перекладали свої імена або змінювали їх, щоб вони нагадували англійські імена (тенденція, яка почалася в 19 столітті, наприклад, Гюстав Вайтхед). На той час, коли американські війська повернулися з Європи, німецька спільнота перестала бути основною силою в американській культурі або більше не сприймалася як німецька (див. Граучо Маркс).
Певні переслідування етнічних німців мали місце під час Другої світової війни, однак воно не було масовим. Більшість німецько-американського населення більше не ідентифікували себе як німці, а також не ототожнювали себе з нацистами в народній свідомості. Незважаючи на це, уряд США інтернував як небезпечних майже 11 000 осіб німецького походження. Передбачалося інтернувати лише ворожих іноземців, але члени родин, багато з яких були американськими громадянами, часто приєднувалися до них у таборах.